# سرطان الرأس والعنق
سرطان الرأس والعنق (بالإنجليزية: Head and neck cancer)‏ هو مصطلح يشير لمجموعة من السرطانات المتشابهة حيويًا تنشأ من السبيل الهوائي الهضمي العلوي، بما في ذلك الشفة، وجوف الفم، وجوف الأنف، والجيوب جانب الأنفية، والبلعوم، والحنجرة. أكثر أنواع سرطانات الرأس والعنق شيوعاً هو السرطانة حرشفية الخلايا التي تنشأ من مخاطيات هذه المناطق.
عادةً ما تنتشر الأورام السرطانية في الرأس والرقبة حتى تصل إلى العقد الليمفاوية في الرقبة، وغالبًا ما يكون ذلك أول ظهور للمرض وقت التشخيص (وأحيانًا يكون الظهور الوحيد له). هذا، ويرتبط سرطان الرأس والرقبة بشكل كبير بعوامل خطيرة بيئية وحياتية، منها تدخين التبغ وتناول الكحوليات والتعرض لبعض المواد الضارة أثناء العمل والأشعة فوق البنفسجية، هذا بالإضافة إلى الإصابة بسلالات معينة من الفيروسات، مثل فيروس بابيلوما البشري الذي ينتقل عن طريق الاتصال الجنسي. وكثيرًا ما تتسم تلك الأورام السرطانية بالعدوانية في مراحل تطورها البيولوجي؛ حيث أن المرضى الذين يعانون من هذا النوع من السرطان غالبًا ما يصابون بورم أولي آخر. وتجدر الإشارة إلى أنه يمكن الشفاء من سرطان الرأس والرقبة بدرجة كبيرة إذا تم اكتشاف الإصابة به مبكرًا، وذلك يكون عن طريق الجراحة، على الرغم من أن العلاج الكيماوي والعلاج الإشعاعي قد يلعبان أيضًا دورًا مهمًا في الشفاء منه.
يُقدر عدد المصابين بسرطان الرأس والرقبة في الولايات المتحدة الأمريكية في عام 2009 بحوالي 35,720 حالة إصابة جديدة.

## تصنيف المرض
يشكل سرطان الخلايا الحرشفية في الرأس والرقبة (HNSCC)  الأغلبية العظمى من سرطانات الرأس والرقبة، وهو ينشأ من سطح الطبقة المخاطية في هاتين المنطقتين من الجسم. ويشمل هذا النوع من السرطان الأورام التي تظهر في مناطق التجويف الأنفي والجيوب الأنفية وتجويف الفم والبلعوم الأنفي والبلعوم الفمي والبلعوم السفلي والحنجرة.

### سرطان تجويف الفم
يشيع ظهور سرطان الخلايا الحرشفية في تجويف الفم، الذي يشمل الجزء الداخلي من الشفتين واللسان وقاع الفم واللثة والحنك الصلب (الجزء الأمامي العظمي من سقف الفم). ويرتبط سرطان تجويف الفم بشكل كبير باستخدام التبغ، وخاصةً التبغ الذي تُمضغ أوراقه أو الذي يوضع بين الأسنان واللثة، هذا إلى جانب الإفراط في تناول الكحوليات. جدير بالذكر أنه يكثر علاج الأورام السرطانية التي تصيب منطقة تجويف الفم، وخاصةً اللسان، عن طريق الجراحة وذلك مقارنةً بالأورام السرطانية الأخرى التي تصيب الرأس والرقبة.
ونورد فيما يلي عددًا من العمليات الجراحية التي تُجرى عند الإصابة بسرطان الفم:
- استئصال الفك العلوي (ومن الممكن أن يتم إجراء ذلك بجانب استئصال محتويات التجويف العظمي للعين أو دونه)
- استئصال الفك السفلي (وفيه يتم استئصال الفك السفلي من الفم أو جزء منه)
- استئصال اللسان (ويمكن أن يتم استئصاله بأكمله أو نصفه أو جزء منه)
- الاستئصال الجذري للغدد الليمفاوية والأنسجة المحيطة بها في الرقبة
- جراحة موهس
- الجمع بين اثنين أو أكثر من عمليات الاستئصال، مثل القيام باستئصال اللسان مع استئصال الحنجرة

ويتم إخفاء وتجميل الجزء الذي تم استئصاله عن طريق استخدام أنسجة من عضو آخر في الجسم و/أو جراحات ترقيع الجلد و/أو تركيب بديل صناعي.

### سرطان البلعوم الأنفي
يظهر سرطان البلعوم الأنفي في منطقة البلعوم الأنفي، وهو الجزء الذي يتصل فيه التجويف الأنفي وقناة استاكيوس (القناة السمعية) بالجزء العلوي من الحلق. وعلى الرغم من أن بعض الأورام السرطانية التي تصيب البلعوم الأنفي تشبه بيولوجيًا النوع الشائع من سرطان الخلايا الحرشفية في الرأس والرقبة، فإن سرطان البلعوم الأنفي يختلف اختلافًا طفيفًا عن باقي الأورام السرطانية من منظور علم الأوبئة وعلم الأحياء، كما يختلف من حيث مراحل تطوره الإكلينيكية وطريقة علاجه، فضلاً عن قيام الكثير من الخبراء بالتعامل معه على اعتبار أنه مرض منفصل ومستقل بذاته.

### سرطان البلعوم الفمي
يعد البلعوم الفمي هو أول جزء يبدأ فيه ظهور سرطان الخلايا الحرشفية في البلعوم الفمي، وهو عبارة عن الجزء المتوسط من الحلق والذي يشتمل على الحنك الرخو وقاعدة اللسان واللوزتين. هذا، ويرتبط سرطان الخلايا الحرشفية في اللوزتين بالإصابة بعدوى فيروس بابيلوما البشري أكثر من الأورام السرطانية التي تظهر في أجزاء أخرى في منطقتي الرأس والرقبة.

### سرطان البلعوم السفلي
يشمل البلعوم السفلي الجيوب كمثرية الشكل والجدار الخلفي للبلعوم والمنطقة الخلفية للغضروف الحلقي. وكثيرًا ما تكون الأورام السرطانية في منطقة البلعوم السفلي قد وصلت إلى مرحلة متقدمة عند تشخيص حالة المريض، وهي من أكثر أنواع أورام البلعوم التي يكون التكهن بالمردود العلاجي لها عكسيًا. ذلك، حيث غالبًا ما تنتشر تلك الأورام في الجسم في مرحلة مبكرة بسبب انتشار شبكة الأوعية الليمفاوية حول الحنجرة.

### سرطان الحنجرة
يبدأ ظهور سرطان الحنجرة في منطقة الحنجرة أو في «صندوق الصوت». ومن الممكن أن يظهر السرطان في الأحبال الصوتية نفسها (سرطان الأحبال الصوتية) أو في الأنسجة التي توجد أعلى وأسفل الأحبال الصوتية الحقيقية (سرطان الجزء العلوي من الحنجرة وسرطان الجزء السفلي منها على التوالي). ويرتبط سرطان الحنجرة بشكل كبير بعدة عوامل منها تدخين التبغ.
وتشمل العمليات الجراحية التي يتم اللجوء إليها عند الإصابة بهذا النوع من السرطان إجراء عملية الاستئصال الجزئي للحنجرة (أي استئصال جزء منها) وعملية الاستئصال الكلي للحنجرة (أي استئصالها بالكامل). لكن إذا تم استئصال الحنجرة بالكامل، فإنه يتم عمل فتحة دائمة في الرقبة لدى المريض تنفذ إلى القصبة الهوائية لتسمح بدخول الهواء إلى الرئتين، فضلاً عن أنه يتعلم كيف يتحدث ثانيةً بطريقة جديدة وذلك من خلال التدريبات المكثفة وجلسات النطق والتخاطب و/أو عن طريق جهاز إليكتروني.
وإضافةً إلى ما سبق ذكره، يستطيع أي شخص خضع لعملية استئصال اللسان أن يتعلم كيف يتحدث ثانيةً أيضًا بطريقة جديدة وذلك من خلال جلسات النطق والتخاطب المكثفة.

### سرطان القصبة الهوائية
يعد سرطان القصبة الهوائية من الأورام الخبيثة النادرة والتي قد تشبه من الناحية البيولوجية سرطان الرأس والرقبة في كثير من الجوانب، بل ويتم أحيانًا تصنيفها على هذا النحو.
هذا، وتختلف معظم أورام الغدد اللعابية عن النوع الشائع من سرطان الرأس والرقبة وذلك من منظور علم أسباب الأمراض وعلم أمراض الأنسجة، هذا بالإضافة إلى أنها تختلف من حيث الأعراض الإكلينيكية وطرق العلاج؛ ومن ضمن الأورام الأخرى غير الشائعة والتي تظهر في منطقتي الرأس والرقبة الأورام المسخية والأدينوكارسينوما (أورام غدية خبيثة) والأورام الغدية الكيسية والأورام البشروية المخاطية. لكن لا تزال هناك أورام نادرة تظهر في أعلى الجهاز الهضمي والتنفسي منها الميلانوما (سرطان الخلايا الصبغية) والليمفوما (سرطان الغدد الليمفاوية).

### العلامات والأعراض
عادةً ما يبدأ سرطان الحلق بظهور أعراض قد تبدو غير خطيرة للغاية، مثل تضخم العقدة الليمفاوية بالرقبة ووضوح ذلك خارجها أو التهاب الحلق أو حدوث بحة في الصوت أثناء التحدث. وعلى الرغم من ذلك، ففي حالة الإصابة بسرطان الحلق قد تستمر تلك الأعراض مع المريض وتصبح مزمنة. وقد يكون هناك ورم أو قرحة في الحلق أو الرقبة لا تختفي أو تلتئم. هذا فضلاً عن أنه قد يكون هناك صعوبة أو آلام عند البلع. ومن الممكن أيضًا أن تكون هناك صعوبة أثناء الكلام. كذلك قد يشعر المريض بألم مستمر في الأذن. هذا إلى جانب أن هناك أعراضًا أخرى يحتمل ظهورها إثر الإصابة بهذا النوع من السرطان، ولكنها أقل شيوعًا، مثل الإحساس بتنميل أو شلل في عضلات الوجه.
وتشمل هذه الأعراض ما يلي:
- وجود تضخم بالرقبة
- المعاناة من آلام في الرقبة
- حدوث نزيف من الفم
- احتقان الجيوب الأنفية، وخاصةً في حالة وجود سرطان البلعوم الأنفي
- صعوبة التنفس
- التهاب اللسان
- وجود قرحة أو قرح غير مؤلمة لا تندمل في الفم
- وجود بقع بيضاء أو حمراء أو داكنة لا تختفي في الفم
- الشعور بألم في الأذن
- حدوث نزيف غير عادي أو تنميل في الفم
- وجود تضخم بالشفتين أو الفم أو اللثة
- تضخم الغدد الليمفاوية في الرقبة
- تلفظ الكلمات بغير وضوح أثناء الحديث (إذا كان الورم السرطاني يصيب اللسان ويؤثر عليه)
- وجود بحة في صوت المريض قد تستمر لمدة تزيد عن ستة أسابيع.
- التهاب الحلق والذي يستمر لمدة تزيد عن ستة أسابيع
- صعوبة في بلع الطعام
- تغير في النظام الغذائي أو فقدان الوزن

## أسباب الإصابة بسرطان الرأس والرقبة
يعتبر تناول الكحوليات
واستخدام التبغ من أشهر العوامل التي تزيد من خطر التعرض للإصابة بسرطان الرأس والرقبة في الولايات المتحدة الأمريكية. ذلك، حيث أن اجتماع هذين العاملين معًا يؤدي على الأرجح إلى الإصابة بسرطان الرأس والرقبة بشكل متدائب.
ويعد التبغ الذي تُمضغ أوراقه أحد العوامل المسببة للإصابة بالأورام السرطانية التي تصيب الفم والبلعوم.
بالإضافة إلى ذلك، يعد تدخين السجائر أحد العوامل المهمة التي تزيد من خطر التعرض للإصابة بسرطان الفم أيضًا.
ومن العوامل البيئية الأخرى التي يُحتمل أنها تؤدي إلى الإصابة بهذا النوع من السرطان يعد التعرض لبعض المواد المسرطنة مثل النيكل أثناء العمل في تكرير النيكل والألياف المستخدمة في صناعة الغزل والنسيج، فضلاً عن العمل في أعمال الخشب والنجارة. وفي إحدى الدراسات الدقيقة الشاملة، ثبت أن استخدام نبات الماريجوانا يرتبط بالإصابة بسرطان الخلايا الحرشفية في الفم. لكن في دراسة أخرى، ثبت أن استخدام نبات الماريجوانا يقي من الإصابة بسرطان الخلايا الحرشفية في الرأس والرقبة. على الرغم من ذلك، تزداد احتمالية التعرض لخطر الإصابة بسرطان الرأس والرقبة لدى مدخني السجائر بمقدار يتراوح من 5 إلى 25 مرة عنه لدى الأشخاص العاديين.
هذا، وتقل نسبة الإصابة بسرطان الخلايا الحرشفية في الرأس والرقبة لدى الأفراد المقلعين عن التدخين لتصبح تقترب منها لدى الأشخاص العاديين وذلك بعد مرور عشرين عامًا على الإقلاع عن تلك العادة السيئة. وخلاصة القول إن الانتشار الكبير لاستخدام التبغ وتناول الكحوليات على مستوى العالم والارتباط القوي بين الإصابة بتلك الأورام السرطانية وتلك المواد يجعل منها قنبلة موقوتة يجب نزع فتيلها لمنع زيادة معدلات الإصابة بالسرطان.

### العوامل الغذائية
هناك عدة عوامل ترتبط بالنظام الغذائي قد تساهم في الإصابة بسرطان الرأس والرقبة. ففي إحدى الدراسات، وُجد أن هناك ارتباطًا بين الإفراط في تناول اللحوم المعالجة واللحوم الحمراء وبين زيادة معدل الإصابة بسرطان الرأس والرقبة، في حين وُجد أن تناول الخضراوات المطهية والنيئة يقي من الإصابة بالسرطان.
بالإضافة إلى ذلك، لم يثبت أن تناول فيتامين E يقي الإنسان من مرض الليوكوبلاكيا؛ وهو عبارة عن صفائح بيضاء تعد من العلامات الدالة على وجود أورام سرطانية في الأغشية المخاطية بالفم لدى المدخنين البالغين.
تناولت دراسة أخرى تأثير تناول فيتامين E مع البيتا كاروتين بالنسبة للمدخنين المصابين بسرطان البلعوم الفمي في بداية مراحله، ووُجد أن المردود العلاجي للمرض كان أسوأ بالنسبة لهؤلاء الذين تناولوا فيتامين E.

### جوز التنبول
يرتبط مضغ جوز التنبول (نبات من الفصيلة الفلفلية) بزيادة خطر التعرض للإصابة بسرطان الخلايا الحرشفية في الرأس والرقبة.
هذا، وقد أجمعت الأبحاث العلمية الحديثة على أن بعض أنواع سرطان الرأس والرقبة ترتبط في الأساس بالإصابة بفيروس أو تنشأ عنه.

### فيروس بابيلوما البشري
يُعتبر فيروس بابيلوما البشري، وبالأخص فيروس بابيلوما البشري 16، عاملاً مسببًا للإصابة ببعض أنواع سرطان الخلايا الحرشفية في الرأس والرقبة. ذلك، حيث يحتوي ما يقرب من %15 إلى %25 من أنواع سرطان الخلايا الحرشفية في الرأس والرقبة على الحمض النووي DNA الجينومي الموجود في فيروس بابيلوما البشري، ويختلف هذا الارتباط حسب مكان الورم، وخاصةً في سرطان البلعوم الفمي الناتج عن فيروس بابيلوما البشري، حيث تكون أعلى نسبة لهذا الحمض النووي في اللوزتين والتي
وُجد أنها تحتوي على الحمض النووي DNA الخاص بفيروس بابيلوما البشري (بنسبة تتراوح من %45 إلى %67) من الحالات، ويقل وجوده غالبًا في البلعوم السفلي (%13-%25) ويكون أقل وجود له في تجويف الفم (%12-%18) والحنجرة (%3-%7).
يعتقد بعض الخبراء أنه على الرغم من أن ما يصل إلى %50 من سرطان اللوزتين قد يكون ناتجًا عن الإصابة بعدوى فيروس بابيلوما البشري، فمن الأرجح أن %50 فحسب من سرطان الرأس والرقبة يرجع سبب الإصابة بها إلى فيروس بابيلوما البشري بالفعل (وهذا مقارنةً بالأسباب الشائعة المؤدية لهذا السرطان والمتمثلة في تدخين التبغ وتناول الكحوليات). لكن لم يتضح بعد مدى تأثير فيروس بابيلوما البشري في النسبة المتبقية والتي تتراوح من %25 إلى %30.

### فيروس إبشتاين-بار
يرتبط سرطان البلعوم الأنفي بالإصابة بعدوى فيروس إبشتاين-بار. ويعد سرطان البلعوم الأنفي من الأمراض المستوطنة في بعض الدول الآسيوية ودول البحر الأبيض المتوسط، حيث يتم فيها قياس مستوى عيارات الأجسام المضادة لفيروس إبشتاين-بار لدى السكان لمعرفة الأشخاص الذين يزداد لديهم خطر التعرض للإصابة بسرطان البلعوم الأنفي.
يرتبط سرطان البلعوم الأنفي أيضًا بتناول الأسماك المملحة والتي قد تحتوي على نسب عالية من النتريت.

### مرض الارتجاع المَعِدي المريئي
من الممكن أن يكون مرض الارتجاع الحمضي (المعروف أيضًا باسم مرض الارتجاع المَعِدي المريئي) أو مرض الارتجاع الحنجري أيضًا عاملاً أساسيًا في الإصابة بسرطان الحلق. ففي حالة الإصابة بمرض الارتجاع الحمضي، ترتجع الأحماض التي تفرزها المعدة صاعدةً إلى المريء وتسبب تلفًا في بطانته، مما يجعل الإنسان عرضة بشكل أكبر للإصابة بسرطان الحلق.

### تأثير العِرق في الإصابة بالسرطان
من الممكن أن يلعب العِرق أيضًا دورًا في الإصابة بالسرطان، حيث وُجد أن معدل الإصابة بسرطان الحلق يكون أعلى بنسبة %50 لدى الأمريكان الأفارقة من الرجال في الولايات المتحدة الأمريكية عنه لدى الرجال القوقازيين.

### أسباب أخرى محتملة
هناك عوامل شتى من الممكن أن تزيد من التعرض لخطر الإصابة بسرطان الحلق. ومن ضمن تلك العوامل تدخين أو مضغ التبغ أو أشياء أخرى مثل الجوتكا أو البان، والإفراط في تناول الكحوليات وسوء التغذية الذي يؤدي إلى افتقار الجسم إلى الفيتامينات (ويزداد الأمر سوءًا إذا كان السبب في ذلك هو الإفراط في تناول الكحوليات) وضعف الجهاز المناعي والتعرض لمادة الأسبستوس والتعرض لفترة طويلة لغبار الخشب أو الأبخرة أو الغازات الصادرة عن مواد الطلاء والتعرض للمواد الكيميائية في صناعة البترول وتجاوز سن الخامسة والخمسين. كذلك من ضمن العوامل الأخرى التي تنذر بالإصابة بسرطان الحلق يعد ظهور بقع أو صفائح بيضاء في الفم، وهذا ما يُعرف باسم الليوكوبلاكيا؛ حيث تتطور تلك البقع بعد ذلك لتصبح ورمًا سرطانيًا في حوالي ثلث عدد الحالات المصابة بها.

## التشخيص
غالبًا ما يذهب المريض إلى الطبيب ويشكو له من واحد أو أكثر من الأعراض السابق ذكرها، وسيقوم الطبيب عادةً بأخذ عينة بالإبرة من الجزء المصاب، ومن ثم ستكون لديه معلومات متوافرة من منظور علم أمراض الأنسجة، وبعدها ستدور مناقشة في عدة تخصصات بين إخصائي العلاج الإشعاعي للأورام وإخصائي جراحة الأورام وإخصائي طب الأورام حول إستراتيجية العلاج الأمثل بالنسبة للمريض.

### علم أمراض الأنسجة
يتم تصنيف أنواع السرطان التي تصيب الحلق وفقًا لمنظور علم الأنسجة لها أو وفقًا لبنية الخلايا التي تتألف منها، وبصفة عامة فغالبًا ما يُشار إليها بمكانها في تجويف الفم والرقبة. وذلك لأن المكان الذي يظهر فيه الورم السرطاني في الحلق يؤثر على التكهن بالمردود العلاجي للمرض؛ بمعنى أن بعض أنواع سرطان الحلق تكون أكثر عدوانية مقارنةً بغيرها وهذا على حسب المكان الذي تظهر فيه. كذلك تعد المرحلة التي يتم فيها تشخيص الورم السرطاني عاملاً مهمًا أيضًا في التكهن بالمردود العلاجي لسرطان الحلق.

#### سرطان الخلايا الحرشفية
الخلايا الحرشفية عبارة عن مجموعة الخلايا التي تشكل الظهارة (طبقة من الأنسجة) وهي الخلايا السطحية التي تغطي معظم أجزاء الجسم. ويعد الجلد والأغشية المخاطية من الخلايا الحرشفية. هذا، ويعد سرطان الخلايا الحرشفية من أشهر أنواع سرطان الحنجرة، حيث يُمثل أكثر من %90 من سرطان الحلق. جدير بالذكر أنه تكثر الإصابة بسرطان الخلايا الحرشفية لدى الذكور فوق سن الأربعين والمعروف عنهم الإفراط في تناول الكحوليات بالإضافة إلى التدخين.

#### الأدينوكارسينوما
الأدينوكارسينوما هو سرطان الظهارة العمودية الذي يُصيب أسفل المريء. وينجم هذا النوع من السرطان عن الإصابة بمريء باريت (أحد أنواع المضاعفات الناتجة عن الارتجاع المَعِدي المريئي)، ولكنه قد يظهر في مكان آخر. كذلك يُعتقد أن الأدينوكارسينوما تعد نوعًا من السرطان الناتج عن مريء باريت.

## طرق الوقاية
إن تجنب العوامل المعروفة التي تزيد من التعرض لخطر الإصابة بسرطان الرأس والرقبة (كما ذكرناها أعلاه) يعد أفضل طريقة للوقاية من هذا السرطان. فضلاً عن أن فحص الأسنان بشكل مستمر قد يساعد في التعرف على الأعراض والآفات السابقة للسرطان في تجويف الفم.
بالإضافة إلى ذلك، فعندما يتم تشخيص حالة الإصابة مبكرًا، يكون من الممكن علاج سرطان الرأس والرقبة وسرطان الفم بسهولة أكبر، هذا إلى جانب زيادة فرص الشفاء والبقاء على قيد الحياة إلى حد كبير.

## إدارة المرض

### اعتبارات عامة
منذ عام 1992، أدى تطور طرق التشخيص والعلاج الموضعي وكذلك العلاج الموجه الذي يحول دون نمو الخلايا السرطانية إلى تعزيز حياة المرضى المصابين بسرطان الرأس والرقبة وزيادة فرص الشفاء منه والبقاء على قيد الحياة.
بعد إجراء التشخيص النسيجي للورم ومعرفة مدى انتشاره، يتم اختيار العلاج المناسب لنوع معين من السرطان وذلك استنادًا لمجموعة معقدة من العوامل المتغيرة؛ منها مكان الورم في الجسم والمضاعفات النسبية لخيارات العلاج المختلفة واستجابة المريض والعادات الغذائية والمشكلات الصحية المصاحبة للعلاج وعوامل اجتماعية وأخرى لوجستية والإصابة بأورام أولية من قبل، هذا إلى جانب طرق العلاج التي يفضلها المريض. وبصفة عامة، يتطلب تخطيط مرحلة العلاج منهجًا شاملاً يشترك في وضعه مجموعة من الأطباء في عدة تخصصات، مثل إخصائيي جراحة الأورام وإخصائيي العلاج الإشعاعي للأورام وإخصائيي طب الأورام.
هناك العديد من الأساليب العلاجية العامة التي تكون مفيدة عند اتخاذ قرار بشأن اختيار العلاج المناسب للمريض، ولكن هناك أيضًا العديد من الخيارات العلاجية الخاصة بكل حالة. ويعد الاستئصال الجراحي والعلاج الإشعاعي من طرق العلاج الأساسية لمعظم أنواع سرطان الرأس والرقبة، فضلاً عن أنهما لا يزالا من أهم الإجراءات العلاجية بالنسبة لمعظم الحالات. وبالنسبة للأورام الأولية صغيرة الحجم والتي لا تتميز بالانتشار الموضعي في مناطق تبعد عنها (المرحلة الأولى أو الثانية)، فيتم اللجوء إما إلى الاستئصال الجراحي الشامل للورم فحسب أو إلى العلاج الإشعاعي فحسب بهدف تماثل المريض للشفاء. أما بالنسبة للأورام الأولية المنتشرة بشكل أكبر أو تلك التي تتسم بالانتشار الموضعي للنقائل في مناطق بعيدة من الجسم (المرحلة الثالثة أو الرابعة)، فيتم بصفة عامة الجمع بين الاستئصال الجراحي الكامل للجزء المصاب والعلاج الإشعاعي الذي يتم استخدامه إما قبل إجراء العملية الجراحية أو بعدها. علاوةً على ذلك، فنظرًا لأن نسبة النجاة من السرطان ومعدلات التحكم في المرض لم تكن مرضية في الآونة الأخيرة، كان هناك تأكيد على أهمية أن يتم استخدام العلاج الكيماوي بطرق مختلفة أو أن يكون ملازمًا لطرق علاجية أخرى.
هذا، ويمكن تصنيف مرضى سرطان الرأس والرقبة إلى ثلاث فئات إكلينيكية: هؤلاء الذين ينحصر لديهم المرض في مكان معين وهؤلاء الذين وصل المرض لديهم إلى مرحلة متقدمة سواء أكان منحصرًا في مكان معين أم انتشر موضعيًا في جزء آخر وأخيرًا هؤلاء الذين يتكرر لديهم الورم و/أو حدث لديهم انتشار للنقائل في مناطق أخرى بالجسم. ومن الممكن أن يؤثر وجود العديد من الأمراض المتزامنة مع هذا السرطان (المشكلات الصحية التي يعاني منها المريض وتتطلب علاجًا خاصًا بجانب معاناته من مرض السرطان الذي تم تشخيصه) والمصاحبة لاستخدام التبغ وإدمان الكحوليات على نتيجة العلاج وقدرة المريض على تحمل نوع من العلاج له مضاعفات صحية خطيرة.
ثمة العديد من الأدوية وطرق العلاج المختلفة التي تُستخدم في علاج سرطان الحلق. كما يرتبط تحديد نوع الدواء والعلاج المستخدم بشكل كبير بمكان الورم في الحلق وبمدى انتشاره أيضًا وقت التشخيص. كذلك من حق المرضى الموافقة على اختيار طريقة علاج معينة أو رفضها. على سبيل المثال، قد يقرر بعض المرضى عدم الخضوع للعلاج الإشعاعي الذي يكون له آثار جانبية خطيرة إذا كان الهدف منه إطالة الفترة التي سيحيونها فقط لبضعة شهور أو ما شابه. لكن قد يشعر البعض الآخر أن الأمر يستحق المجازفة، ومن ثم يرغبون في الاستمرار في العلاج بطرقه المختلفة.

### الجراحة
أحيانًا يتم اللجوء إلى الجراحة كطريقة للعلاج في حالات المرضى المصابين بسرطان الحلق. في مثل تلك الحالات، يتم إجراء الجراحة كمحاولة لاستئصال الخلايا السرطانية. لكن قد يكون هذا الأمر صعبًا، وخاصةً إذا كان الورم قريبًا من الحنجرة ومن الممكن أن يؤدي استئصاله إلى عدم قدرة المريض على الكلام ثانيةً. وغالبًا ما يتم اللجوء إلى الجراحة من أجل استئصال (إزالة) بعض العقد الليمفاوية لمنع انتشار المرض إلى أجزاء أخرى بالجسم. هناك طريقة علاجية جديدة تستخدم الخلايا الجذعية المكونة للدم بعد تجميعها منه (خلايا الدم الجذعية) وخلايا أخرى مجمعة (وإذا لزم الأمر، يمكن أيضًا استخدام مادة السيليكون بدلاً من الخلايا) من بطانة المعدة لدى المريض لتكوين جزء جديد من القصبة الهوائية أو المريء.
جدير بالذكر أن الجراحة بليزر ثاني أكسيد الكربون تعد طريقة أخرى لعلاج السرطان. هذا فضلاً عن أن الجراحة المجهرية بالليزر عن طريق الفم (الجراحة الميكروسكوبية) تسمح لإخصائيي الجراحة باستئصال الأورام السرطانية من الحنجرة دون الحاجة إلى قطع أو تمزيق أنسجة الجسم الخارجية. كما أنها تسمح أيضًا بالوصول إلى الأورام التي يصعب الوصول إليها بواسطة الجراحة بالروبوت. بالإضافة إلى ذلك، يساعد الميكروسكوب إخصائي الجراحة في رؤية حواف الورم بوضوح، مما يقلل من حجم الأنسجة الطبيعية التي يتم استئصالها أو تدميرها أثناء الجراحة. وفوق كل ذلك، يساعد هذا الأسلوب العلاجي المريض في استعادة القدرة على الكلام وبلع الطعام بعد العملية الجراحية.

### العلاج الإشعاعي
يعد العلاج الإشعاعي أشهر طريقة للعلاج من الأورام السرطانية. وهناك أشكال مختلفة من العلاج الإشعاعي. من أحدث طرق هذا النوع من العلاج يعد العلاج الإشعاعي مُنَظًّم الكثافة Intensity-modulated radiotherapy - IMRT الذي يستطيع التركيز بشكل أكثر دقة على خلايا الورم السرطاني، ومن ثم يكون عدد الخلايا السليمة التي تتلف بالإشعاع أقل مقارنةً ببعض الطرق القديمة الأخرى. ويقلل العلاج الإشعاعي مُنَظَّم الكثافة من نسبة التلف غير المقصود الذي يحدث للكثير من الخلايا المهمة في الحلق والفم والتي قد تكون غير مصابة.
على الرغم من ذلك، إذا انتشر الورم أو انتقل إلى أجزاء أخرى بالجسم، فقد يكون الشكل الأقدم من العلاج الإشعاعي أكثر فاعلية في إبطاء مراحل تطور المرض. وعلى وجه العموم، يجعل العلاج الإشعاعي المريض أكثر سقمًا وضعفًا لعدة أسابيع بعد العلاج، ولكنه طريقة علاجية فعالة للغاية في إيقاف المرض ومنع تقدمه.

### العلاج الكيماوي
لا يُستخدم العلاج الكيماوي بصفة عامة في علاج سرطان الحلق في حد ذاته. ولكنه يُستخدم في توفير بيئة غير ملائمة لانتشار الخلايا السرطانية، ومن ثم لن يمكنها الانتشار في أجزاء أخرى بالجسم. وتتمثل أدوية العلاج الكيماوي التي تُستخدم في علاج السرطان في دواء التاكسول ودواء الكاربوبلاتين مجتمعين معًا. كما يُستخدم دواء إربيتوكس أيضًا في علاج سرطان الحلق.
وعلى الرغم من أن دواء الأميفوستين لا يُستخدم بالأخص في العلاج الكيماوي، فعادةً ما يقوم إخصائي العلاج الكيماوي بإعطائه للمريض عن طريق الحقن الوريدي في المستشفى قبل خضوعه لجلسات العلاج الإشعاعي. وذلك لأن دواء الأميفوستين يحمي الغدد اللعابية واللثة لدى المريض من آثار العلاج الإشعاعي.

### العلاج الضوئي الديناميكي
من الممكن أن يؤدي العلاج الضوئي الديناميكي إلى نتائج واعدة في علاج خلل تنسج الغشاء المخاطي والأورام صغيرة الحجم التي تصيب الرأس والرقبة. هذا فضلاً عن أن مادة Amphinex الحساسة للضوء والمستخدمة في هذا النوع من العلاج تسفر عن نتائج جيدة في التجارب الإكلينيكية التي تُجرى حديثًا لعلاج سرطان الرأس والرقبة في مراحله المتقدمة.

### العلاج الموجه
وفقًا لتعريف المعهد القومي للسرطان، يُعرف العلاج الموجه بأنه «نوع من العلاج يعتمد على استخدام أدوية أو مواد أخرى مثل الأجسام المضادة أحادية الاستنساخ، وذلك بهدف تحديد خلايا سرطانية معينة ومهاجمتها دون الإضرار بالخلايا السليمة». هناك عدد من الأدوية التي تُستخدم في العلاج الموجه لسرطان الخلايا الحرشفية في الرأس والرقبة؛ ومن بينها السيتوكسيماب والبيفاسيزوماب والإرلوتينيب والريوفيروس.
أصبحت هناك بيانات دقيقة متاحة عن دواء السيتوكسيماب منذ عام 2006؛ ذلك العام الذي تم فيه نشر الدراسة التي تناولت التجربة الإكلينيكية العشوائية التي تقارن بين العلاج الإشعاعي حال استخدامه مع دواء السيتوكسيماب من ناحية، وبين استخدام العلاج الإشعاعي بمفرده فحسب من ناحية أخرى. ووجدت هذه الدراسة أن تناول دواء السيتوكسيماب بجانب الخضوع للعلاج الإشعاعي يطيل من المدة التي يظل فيها المريض على قيد الحياة مع المرض ويحسن من التحكم في الانتشار الموضعي للورم وذلك مقارنةً بالعلاج الإشعاعي وحده، فضلاً عن أنه لا توجد زيادة كبيرة في الآثار الجانبية، تمامًا مثلما هو متوقع من خلال تزامن استخدام العلاج الإشعاعي والكيماوي معًا، مما يجعله يمثل أفضل طريقة لعلاج سرطان الرأس والرقبة في مراحله المتقدمة في الوقت الحالي. لكن على الرغم من الأهمية البالغة لتلك الدراسة، فإنه يصعب فهمها وتفسيرها ذلك لأنه لم تُعقد مقارنة مباشرة بين العلاج الإشعاعي بجانب استخدام دواء السيتوكسيماب وبين العلاج الإشعاعي الكيماوي. ولا يزال البعض يرتقب بتلهف نتائج الدراسات التي تُجرى باستمرار لإيضاح الدور الذي يلعبه دواء السيتوكسيماب في علاج هذا السرطان.
هناك دراسة أخرى تناولت تأثير إضافة السيتوكسيماب إلى العلاج الكيماوي التقليدي (دواء السيسبلاتين) وذلك في مقابل تأثير استخدام السيسبلاتين وحده. ولم تجد تلك الدراسة أي تحسن في حالة المريض خلال المدة التي يظل فيها على قيد الحياة مع المرض أو شفائه من المرض تمامًا عند إضافة السيتوكسيماب إلى العلاج الكيماوي التقليدي.
وعلى الرغم من ذلك، أشارت دراسة أخرى تم الانتهاء منها في مارس 2007 إلى أن هناك تحسنًا في المدة التي يظل فيها المريض على قيد الحياة مع المرض عند استخدام دواء السيتوكسيماب.
تجدر الإشارة إلى أن هناك دراسة بعنوان EXTREME تناولت تأثير الإربيتوكس (السيتوكسيماب) باعتباره خط العلاج الأول في سرطان الرأس والرقبة المتكرر أو الذي تنتشر خلاياه في أجزاء أخرى من الجسم، وقد قامت تلك الدراسة بالمرحلة الثالثة من التجربة الإكلينيكية في عدة مراكز أوروبية لمعرفة ما إذا كان السيتوكسيماب يحسن من تأثير وفاعلية العلاج الكيماوي المعتمد على مادة البلاتين عند إضافته إليه أم لا.
في الفترة ما بين ديسمبر 2004 ومارس 2007، قام الباحثون بإجراء تجربة على 442 مريضًا في 17 دولة كانوا مصابين بسرطان الخلايا الحرشفية المتكرر و/أو المنتشر في الرأس والرقبة في المرحلة الثالثة أو الرابعة منه ولم يخضعوا للعمليات الجراحية أو العلاج الإشعاعي. وكان حوالي نصف عدد المرضى مصابين بسرطان البلعوم (الحلق) وربع عددهم كانوا مصابين بسرطان الحنجرة (صندوق الصوت)، ولكن لم يكن هناك أحد مصاب بسرطان البلعوم الأنفي (أعلى جزء في الحلق). كان متوسط عمر هؤلاء المرضى 57 عامًا. وكان حوالي %10 منهم فقط من السيدات.
تم تقسيم المرضى إلى مجموعتين بطريقة عشوائية، كانت المجموعة الأولى تخضع للعلاج الكيماوي (222 مريضًا) فحسب، لكن المجموعة الثانية خضعت لنفس العلاج الكيماوي بجانب استخدام دواء السيتوكسيماب (220 مريضًا). كان العلاج الكيماوي يتكون من دواء الفلورويوراسيل-5 إلى جانب إضافة إما الكاربوبلاتين أو السيسبلاتين.
قام بتلك التجربة Jan Vermorken أستاذ علم الأورام في جامعة أنتويرب في بلجيكا والحاصل على شهادة الدكتوراه في الطب ودكتوراه الفلسفة. وكانت هناك علاقات مختلفة تربط بين Vermorken وباحثين آخرين اشتركوا في تلك التجربة وبين شركة Merck KGaA لصناعة الأدوية الكيميائية وشركة Amgen العالمية للتكنولوجيا الحيوية وشركتي Oxygene وsanofi-aventis للمستحضرات الطبية. وجدير بالذكر أن شركة Merck KGaA كانت هي الممول الأساسي لتلك الدراسة. (انظر ملخص البروتوكول.)
نتائج الدراسة
انخفض معدل الوفاة بالنسبة للمرضى الذين تم علاجهم عن طريق دواء السيتوكسيماب بنسبة 20 في المائة، حيث بلغ متوسط الفترة التي عاشوها 10.1 شهرًا مقارنةً بالمرضى الآخرين الذين خضعوا للعلاج الكيماوي فقط والذين بلغ متوسط الفترة التي عاشوها 7.4 شهرًا.
كانت التجارب الإكلينيكية التي أُجريت على سرطان الرأس والرقبة واُستُخدم فيها دواء البيفاسيزوماب، الذي يثبط مستقبل عامل نمو البطانة الوعائية (VEGF) المسئول عن تكوُّن الأوعية الدموية ونموها في الورم، تعتمد على تجربة هذا الدواء على عدد من المرضى منذ مارس 2007. ومنذ هذا التاريخ، لم تتوافر أو تُنشر أية معلومات عن التجارب الإكلينيكية التي تُجرى على الأورام السرطانية.
الإرلوتينيب هو دواء مثبط لمستقبل عامل نمو الخلايا الجلدية (EGFR) يؤخذ عن طريق الفم، وقد تم استخدامه في المرحلة الثانية في التجربة الإكلينيكية ليمنع تطور المرض.
لكن لم تبرهن الأبحاث العلمية التي تناولت فاعلية دواء الإرلوتينيب على صحة هذا الأمر. جدير بالذكر أن التجربة الإكلينيكية التي تتناول تأثير استخدام الإرلوتينيب بالنسبة لسرطان الرأس والرقبة المنتشر في الجسم كانت تعتمد على تجربة هذا الدواء على عدد من المرضى منذ مارس 2007.
يعد الريوفيروس من الفيروسات المدمرة لخلايا الورم والتي تستهدف الخلايا السرطانية التي تنشط عن طريق بروتينات RAS. وقد أوضحت التجربة بعد تحديثها في نوفمبر 2008 أن الحالة الصحية كانت مستقرة أو أفضل بالنسبة لأول ثمانية من تسعة مرضى أُجريت عليهم التجربة والذين كانوا مصابين بسرطان الرأس والرقبة ولا يستجيبون للعلاج . هذا، وما زالت التجارب تُجرى في المرحلة الثانية في إنجلترا والولايات المتحدة الأمريكية على فاعلية هذا الفيروس في العلاج مع التخطيط للمرحلة الثالثة في تلك التجارب.

## التوقع بالمردود العلاجي للمرض
على الرغم من أن نسبة الشفاء من سرطان الرأس والرقبة (وخاصةً في الحنجرة وتجويف الفم) في المراحل الأولى منه تكون عالية، فإن %50 من مرضى سرطان الرأس والرقبة يذهبون للتشخيص بعد وصول المرض إلى مرحلة متقدمة.
هذا، وتقل نسبة الشفاء من المرض بالنسبة للحالات التي وصل فيها الورم السرطاني المنحصر في جزء معين بالجسم إلى مرحلة متقدمة، وفي مثل تلك الحالات تكون احتمالية الشفاء مرتبطة عكسيًا بحجم الورم، بل وترتبط بشكل أكبر بمدى انتشاره في العقد الليمفاوية المجاورة.
قامت بعض الهيئات في أمريكا (اللجنة الأمريكية المشتركة للسرطان) وأوروبا (الاتحاد الدولي لمكافحة السرطان) بوضع نظم لتقسيم سرطان الخلايا الحرشفية في الرأس والرقبة إلى عدة مراحل. وتسعى هذه النظم إلى وضع معايير قياسية للتجارب الإكلينيكية من أجل إجراء الدراسات البحثية، فضلاً عن تعريف عدة فئات للمرض يتم فيها التكهن بالمردود العلاجي له. ويتم تقسيم سرطان الخلايا الحرشفية في الرأس والرقبة إلى عدة مراحل وفقًا لنظام تصنيف TNM (الورم والعقد والنقائل)، حيث يشير حرف T إلى حجم الورم وشكله ويشير حرف N إلى انتشار الورم أو عدم انتشاره في العقد الليمفاوية المجاورة، بينما يشير حرف M إلى انتشار الورم أو عدم انتشاره في أجزاء أخرى بعيدة بالجسم. وتهدف تلك الخصائص الخاصة بنظام تصنيف TNM إلى تقسيم مرض السرطان إلى عدة مراحل، بدايةً من المرحلة الأولى وحتى المرحلة الرابعة B.

### مضاعفات العلاج
حتى بعد النجاح في إتمام مرحلة العلاج نهائيًا، يعاني المرضى المصابون بسرطان الرأس والرقبة من مضاعفات بالغة تؤثر على حياتهم. وعلى الرغم من التقدم الملحوظ في الجراحة التقويمية وجلسات إعادة التأهيل والعلاج الإشعاعي مُنَظًّم الكثافة (IMRT) وطرق الجراحة المحافظة المتبعة في استئصال أورام خبيثة معينة، لا يزال يعاني بعض المرضى من خلل كبير في وظائف الجسم.

### مشكلة الأورام الأولية الثانية
أظهرت طرق العلاج الحديثة فاعليتها من حيث زيادة المدة التي يظل فيها المريض على قيد الحياة مع المرض، ولكن لسوء الحظ كانت هناك نسبة كبيرة من المرضى الذين تم علاجهم بهذه الطرق من سرطان الخلايا الحرشفية في الرأس والرقبة وأُصيبوا فيما بعد بأورام أولية ثانية. ووفقًا لما ورد في الدراسات، فإن معدل حالات الإصابة بالأورام الأولية الثانية تراوح بين %9.1
و%23
وذلك في خلال 20 عامًا. هذا، وتعد الأورام الأولية الثانية الخطر الرئيسي الذي يهدد حياة المريض على المدى البعيد بعد إتمامه بنجاح العلاج من سرطان الخلايا الحرشفية في الرأس والرقبة في مرحلة مبكرة. ويرجع ارتفاع نسبة الإصابة بتلك الأورام إلى التعرض للمواد المسرطنة التي أدت إلى الإصابة بالأورام الأولية الأولى، وهذا ما يُطلق عليه تسرطن الأنسجة المحيطة بالورم.
جدير بالذكر أن هناك العديد من الآثار السلبية لسرطان الحلق على أجهزة الجسم.

### الجهاز الهضمي
نظرًا لأن سرطان الحلق من الممكن أن يضعف من قدرة المريض على بلع الطعام وتناوله، لذا فإنه يؤثر على الجهاز الهضمي. هذا فضلاً عن أن صعوبة البلع قد تجعل المريض يشعر باختناق أو شرقة أثناء تناول الطعام في بداية مراحل الهضم، بل ومن الممكن أن تعوق انتقال الطعام بسهولة للأسفل إلى المريء وإلى الأجزاء الأخرى التي تليه في الجهاز الهضمي.
علاوةً على ذلك، من الممكن أن يكون لأدوية وطرق علاج سرطان الحلق تأثير مضر على الجهاز الهضمي بالإضافة إلى أجهزة الجسم الأخرى. ذلك، حيث من الممكن أن يؤدي العلاج الإشعاعي إلى الغثيان والقيء، وهذا بدوره يجعل الجسم يفتقر إلى السوائل الضرورية (على الرغم من أنه قد يمكن الحصول عليها من خلال إمداد المريض بها عن طريق الحقن الوريدي إذا لزم الأمر). هذا، فضلاً عن أن القيء المتكرر من الممكن أن يؤدي إلى اضطراب الإلكتروليت بالجسم، وهذا بدوره يؤدي إلى عواقب خطيرة من حيث أداء القلب لوظائفه بشكل سليم. ومن الممكن أن يؤدي القيء المتكرر أيضًا إلى عدم توازن نسبة أحماض المعدة، مما يؤثر سلبًا على الجهاز الهضمي وخاصةً على بطانة المعدة والمريء.

### الجهاز التنفسي
في بعض حالات سرطان الحلق، من الممكن أن يحدث انسداد في مجرى الهواء في الفم وخلف الأنف نتيجةً لوجود أورام أو لوجود تضخم ناشئ عن القرح المفتوحة. وبالإضافة إلى ذلك، إذا كان سرطان الحلق قريبًا من أسفل الحلق، فهناك احتمالية كبيرة لأن ينتشر الورم ليصل إلى الرئتين ويؤثر على قدرة المريض على التنفس؛ ويتحقق هذا الأمر على الأرجح بشكل أكبر إذا كان المريض مدخنًا حيث يكون عرضة في الغالب للإصابة بمرض سرطان الرئة.

### أجهزة أخرى بالجسم
كما هو الحال في أي نوع من مرض السرطان، من الممكن أن يؤثر انتشار الورم إلى مناطق أخرى بعيدة بالجسم على العديد من أجزاء الجسم، حيث ينتقل الورم من خلية لأخرى ومن عضو لآخر. على سبيل المثال، إذا انتشر الورم إلى النخاع العظمي، فسوف يمنع الجسم من تكوين كميات كافية من خلايا الدم الحمراء ويؤثر على وظيفة جهاز المناعة بالجسم وقيام خلايا الدم البيضاء بوظائفها كما ينبغي؛ أما إذا انتشر إلى الجهاز الدوري، فسوف يمنع نقل الأكسجين إلى جميع خلايا الجسم؛ فضلاً عن أن سرطان الحلق من الممكن أن يتسبب في حدوث خلل في الجهاز العصبي مما يجعله غير قادر على تنظيم وظائف الجسم والتحكم فيها بشكل سليم.

### الأعراض والآثار الجانبية
من الممكن أن يتعرض المرضى المصابون بسرطان الرأس والرقبة لظهور بعض الأعراض والآثار الجانبية الناتجة عن العلاج والتي سنذكرها فيما يلي:
- مشكلات في تناول الطعام
- آلام مصاحبة للإصابة بالآفات السابقة للسرطان التي تصيب الفم
- التهاب الغشاء المخاطي
- تسمم الكلى وتسمم الأذن
- جفاف الفم
- الارتجاع المَعِدي المريئي
- تآكل عظام الفك نتيجة التعرض للإشعاع

## معدل انتشار المرض

معدل الوفاة من حيث الفئة العمرية نتيجة الإصابة بسرطان البلعوم الفمي لكل 100,000 نسمة في عام 2004.[68][69][70][71][72][73][74][75][76][77][78][79][80

وصل عدد الحالات الجديدة المصابة بسرطان الرأس والرقبة في الولايات المتحدة الأمريكية في عام 2006 إلى 40,490 حالة، منهم %3 تقريبًا مصابين بأورام خبيثة متقدمة. كما بلغ عدد حالات الوفيات في العام نفسه 11,170 حالة وفاة جراء الإصابة بهذا النوع من السرطان. وتُقدر نسبة الإصابة بهذا المرض على مستوى العالم بأكثر من نصف مليون حالة سنويًا. ومن الأورام المنتشرة في قارتي أمريكا الشمالية وأوروبا تعد تلك التي غالبًا ما تنشأ في تجويف الفم أو البلعوم الفمي أو الحنجرة، بينما ينتشر سرطان البلعوم الأنفي بشكل أكبر في دول البحر الأبيض المتوسط وفي الشرق الأقصى. هذا، ويعد سرطان الرأس والرقبة، وبالأخص سرطان البلعوم الأنفي، في جنوب شرق الصين وتايوان من أشهر الأسباب التي تؤدي إلى الوفاة لدى الشباب من الذكور.
وتجدر الإشارة إلى أن نسبة الإصابة بسرطان الرأس والرقبة مرتفعة على نحو غير متكافئ بين الأمريكان الأفارقة، بل ويصاب به المرضى في سن صغيرة مع ارتفاع معدل الوفاة ووصول المرض إلى مراحل متقدمة عند التشخيص.
- في عام 2008، وصل عدد الحالات المصابة بسرطان تجويف الفم في الولايات المتحدة الأمريكية إلى 22,900 حالة، بينما بلغت حالات سرطان الحنجرة 12,250 حالة وحالات سرطان البلعوم 12,410 حالة.[2]
- وفي عام 2002، كان من المتوقع موت 7,400 حالة في أمريكا نتيجة الإصابة بتلك الأورام السرطانية.[35]
- يتم اكتشاف أكثر من %70 من حالات سرطان الحلق بعد وصول المرض إلى مرحلة متقدمة.[36]
- غالبًا ما يزيد معدل الرجال المصابين بتلك الأورام السرطانية عن السيدات بنسبة %89 عندما يتم التشخيص، فضلاً عن أن نسبة الوفاة تزداد لديهم بمقدار الضعف تقريبًا.[35]
- يرتفع معدل الإصابة بسرطان الحنجرة بين الأمريكان الأفارقة مقارنةً بالسكان البيض والآسيويين والإسبانيين. هذا فضلاً عن أن معدل البقاء على قيد الحياة يكون أقل لدى الحالات المصابة بأورام مماثلة بين الأمريكان الأفارقة المصابين بسرطان الرأس والرقبة.[2]
- يرتبط التدخين واستخدام التبغ بشكل مباشر بالوفاة نتيجة الإصابة بسرطان البلعوم الفمي (سرطان الحلق).[37]
- تزداد احتمالية الإصابة بسرطان الرأس والرقبة مع تقدم السن، وخاصةً بعد سن الخمسين. فمعظم المرضى المصابين به تتراوح أعمارهم بين 50 و70 عامًا.[2]

## وصلات خارجية
- Head and Neck Cancer - Learn more from MedlinePlus
- Head and Neck Cancer Information
- Head and Neck Cancer: Questions and Answers
- Head and Neck Cancer: Treatment
- Cancer Management Handbook: Head and Neck Tumors
- RadiologyInfo The radiology information resource for patients: Head and Neck Cancer
- Support for People with Oral and Head and Neck Cancer
- Oral Cancer Support
- The THANC (Thyroid, Head and Neck Cancer) Foundation
- The American Head and Neck Society